# Reprezentacja Ukrainy w koszykówce kobiet
Reprezentacja Ukrainy w koszykówce kobiet - drużyna, która reprezentuje Ukrainę w koszykówce kobiet. Za jej funkcjonowanie odpowiedzialny jest Ukraiński Związek Koszykówki.